# Sterfhuisconstructie
Bij een sterfhuisconstructie worden levensvatbare onderdelen van een onderneming verkocht, zodat ze kunnen blijven voortbestaan. De niet levensvatbare onderdelen blijven achter in een bedrijf dat niet kan voortbestaan: het sterfhuis dat vervolgens failliet gaat. Feitelijk is er sprake van een doorstart. De verkoopprijs van de onderdelen die verkocht worden mag niet lager zijn dan de werkelijke waarde, omdat dan de schuldeisers zouden worden benadeeld.
Hoewel de surseance van betaling in principe is bedoeld als doorstartprocedure is deze in de praktijk niet effectief en leidt deze alsnog tot een faillissement (men zegt dan ook dat de surseance het voorportaal tot het faillissement is). Een faillissement is echter in principe een liquidatieprocedure: de werknemers worden ontslagen en alle activa worden openbaar verkocht teneinde de crediteuren te betalen. Wanneer zich in principe nog levensvatbare onderdelen in de groep bevinden die op zich als zelfstandige (winstgevende) onderneming(en) kunnen functioneren, wordt in feite economisch potentieel vernietigd.
De levensvatbare onderdelen worden afgesplitst en in een nieuwe onderneming ingebracht. Er wordt bijvoorbeeld een nieuwe holding opgericht die winstgevende onderdelen koopt en de bijbehorende arbeidscontracten overneemt. Hierdoor kan de 'kern-onderneming' voortbestaan. De achterblijvende onderdelen gaan vervolgens de faillissementsprocedure in. Het begrip werd geïntroduceerd door econoom en commissaris Lenze Koopmans tijdens het OGEM-debacle. Bij OGEM leidde dit er destijds toe dat slechts 3% van de werknemers werden ontslagen. Dit illustreert het voordeel: er vallen minder ontslagen en de onderneming blijft bestaan.